# یواس‌اس جویس (دی‌ئی-۳۱۷)
یواس‌اس جویس (دی‌ئی-۳۱۷) (به انگلیسی: USS Joyce (DE-317)) یک کشتی بود که طول آن ۳۰۶ فوت (۹۳ متر) بود. این کشتی در سال ۱۹۴۳ ساخته شد.